# Нафта легка
Нафта легка (рос. нефть лёгкая; англ. light oil; нім. leichtes Erdöl n, Leichtöl n) — нафта з відносно низькою густиною — нижче 830 кг/м3 , що зумовлено як хімічним її характером — переважним вмістом метанових вуглеводнів, так і фракційним складом — високим вмістом бензину.